# Liste der Hochhäuser in Calgary
Calgary ist mit über einer Million Einwohnern die größte Stadt in Alberta, Kanada. In der Stadt erreichen fast 60 Bauwerke eine Höhe von mehr als 100 Metern; das höchste unter ihnen ist das 2017 fertiggestellte Brookfield Place. Er verfügt über 56 Etagen und ist zugleich das höchste aller Hochhäuser in Kanada außerhalb Torontos. Er löste das The Bow als das höchste Hochhaus ab. Mit einer Höhe von 215 Metern ist der Westturm des Bürokomplexes Suncor Energy Centre der dritthöchste Hochhaus. Gefolgt wird es von Eighth Avenue Place mit einer Höhe von 212 Metern. 2019 befanden sich mindestens sieben Hochhäuser in Bau die mehr als 100 Meter Höhe erreichen sollen.

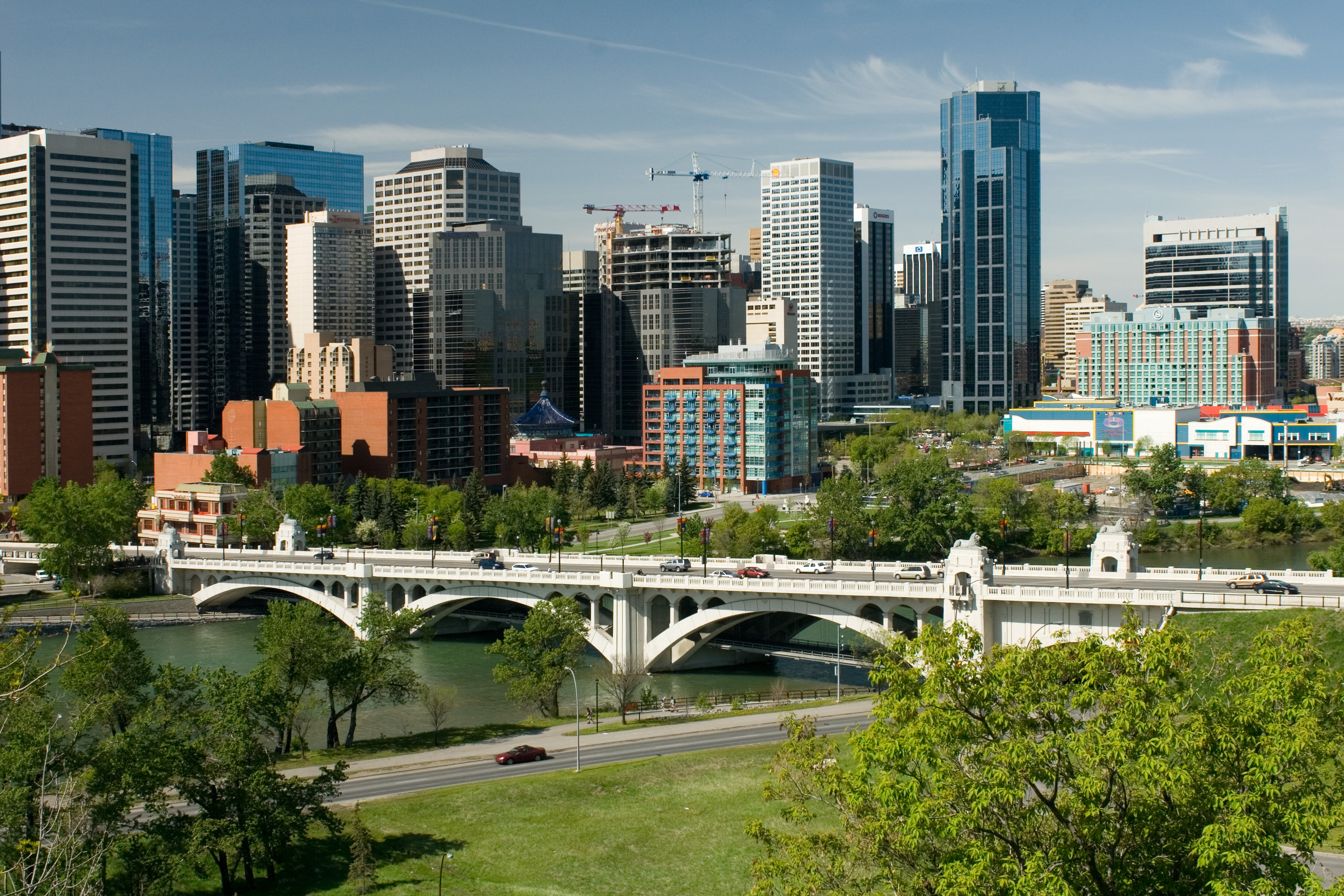
Calgarys Skyline

## Geschichte
Calgarys Zeitalter der Hochhäuser wurde mit der Fertigstellung des Grain Exchange Building im Jahr 1910 und des Fairmont Palliser Hotels (1914) eingeläutet. Als erster Wolkenkratzer der Stadt gilt das 20-stöckige Elveden Centre von 1960. Einerseits ließen die Bauaktivitäten Anfang der 1970er Jahre nach, andererseits wurde zwischen 1970 und 1990 eine starke Zunahme des Baus von Hochhäusern und Wolkenkratzern verzeichnet. Dazu gehören unter anderem das First Canadian Centre und der Canterra Tower. Dem Stillstand in der ersten Hälfte der 1990er Jahre folgte ein Bauboom am Ende des Jahrzehnts, der bis heute anhält.

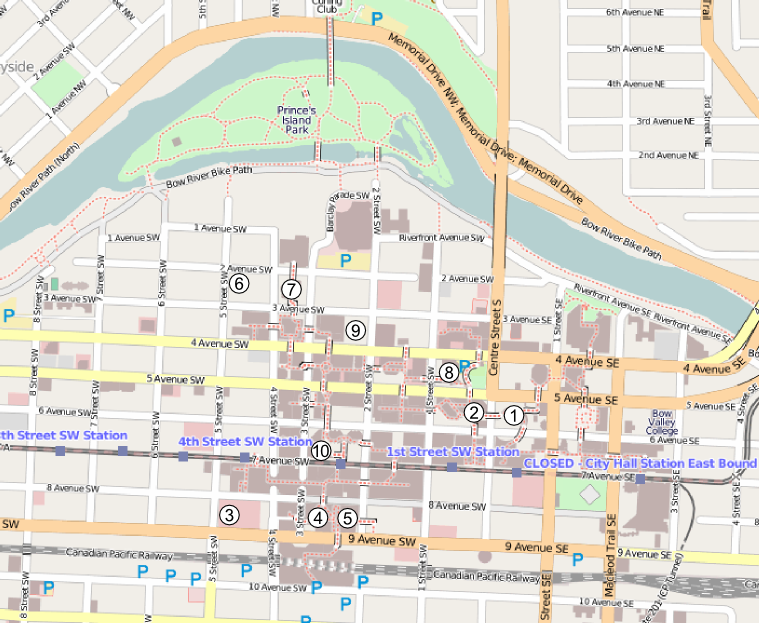
Überblick der Hochhäuser in Calgary

## Tabelle der Hochhäuser in Calgary
R. = Rang, H. = Höhe in Metern, E. = Etagen, BJ = Baujahr (Jahr der Fertigstellung), Liste ist unvollständig!
| R. | Name                                 | Standort             | H.    | E. | BJ      | Bild |
| -- | ------------------------------------ | -------------------- | ----- | -- | ------- | ---- |
| 01 | Brookfield Place                     | 225 6th Avenue SW    | 247   | 56 | 2017    |      |
| 02 | The Bow                              | 500 Centre Street SE | 236   | 58 | 2011/12 |      |
| 03 | Suncor Energy Centre                 | 150 6th Avenue SW    | 215   | 53 | 1984    |      |
| 04 | Eighth Avenue Place                  | 513 8th Avenue SW    | 211   | 49 | 2011    |      |
| 05 | Bankers Hall – West                  | 888 3rd Street SW    | 197   | 52 | 2000    |      |
| 06 | Bankers Hall – East                  | 855 2nd Street SW    | 197   | 52 | 1989    |      |
| 07 | Centennial Place I                   | 555 2nd Avenue SW    | 182   | 41 | 2010    |      |
| 08 | Eighth Avenue Place II               | 513 8th Avenue SW    | 177   | 41 | 2014    |      |
| 09 | Canterra Tower                       | 400 3rd Avenue SW    | 177   | 45 | 1988    |      |
| 10 | TransCanada Tower                    | 450 1st Street SW    | 177   | 38 | 2001    |      |
| 11 | Jamieson Place                       | 308 4th Avenue SW    | 172   | 38 | 2009    |      |
| 12 | First Canadian Centre                | 350 7th Avenue SW    | 167   | 41 | 1982    |      |
| 13 | Western Canadian Place (North Tower) | 707 8th Avenue SW    | 164   | 41 | 1983    |      |
| 14 | TD Canada Trust Tower                | 421 7th Avenue SW    | 162   | 40 | 1991    |      |
| 15 | Scotia Centre                        | 700 2nd Street SW    | 155   | 41 | 1976    |      |
| 16 | Nexen Building                       | 801 7th Avenue SW    | 153   | 37 | 1982    |      |
| 17 | Bow Valley Square 2                  | 205 5th Avenue SW    | 143   | 39 | 1975    |      |
| 18 | Dome Tower                           | 333 7th Avenue SW    | 141   | 30 | 1977    |      |
| 19 | Fifth and Fifth Building             | 505 5th Avenue SW    | 140   | 34 | 1980    |      |
| 20 | Shell Centre                         | 400 4th Avenue SW    | 140   | 33 | 1977    |      |
| 21 | Home Oil Tower                       | 324 8th Avenue SW    | 137   | 29 | 1977    |      |
| 22 | Bow Valley Square 4                  | 205 5th Avenue SW    | 134   | 37 | 1981    |      |
| 23 | Fifth Avenue Place – East            | 425 1st Street SW    | 133   | 35 | 1981    |      |
| 24 | Fifth Avenue Place – West            | 237 4th Avenue SW    | 133   | 35 | 1981    |      |
| 25 | Suncor Energy Centre – East          | 111 5th Avenue SW    | 130   | 33 | 1984    |      |
| 26 | Calgary Courts Centre                | 601 5th Street SW    | 129,8 | 26 | 2007    |      |
| 27 | Western Canadian Place - South       | 707 8th Avenue SW    | 128   | 32 | 1983    |      |
| 28 | Hewlett Packard Tower                |                      | 124   |    |         |      |
| 29 | Stock Exchange Building              |                      | 124   |    |         |      |

## Bauprojekte
Die Hochhäuser die angekündigt wurden bzw. die sich in Bau befinden, mit einer Mindesthöhe von über 110 Metern:
| Hochhäuser          | H.   | E.   | geplante Fertigstellung / Anmerkungen |
| ------------------- | ---- | ---- | ------------------------------------- |
| 11th & 11th         | 138  | 44   | in Bau / Fertigstellung 2021          |
| Kings on Fourth     | o.A. | 47   | angekündigt                           |
| Telus Sky           | 222  | 59   | in Bau / Fertigstellung 2020          |
| West Village Towers | o.A. | o.A. | in Bau / Fertigstellung 2020          |

## Skyline Galerie

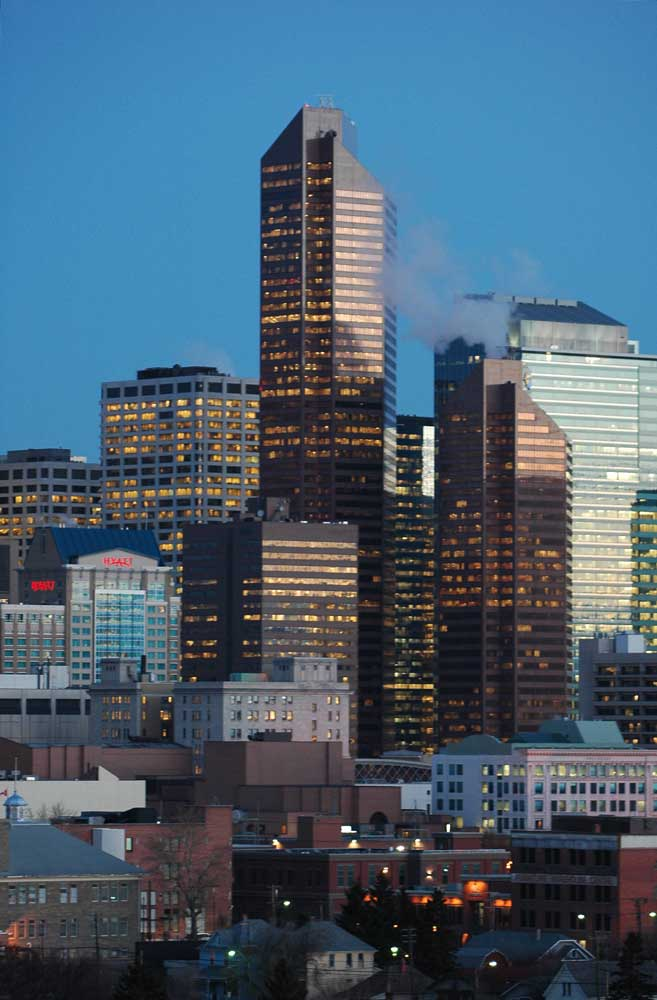
Petro Canada Centre

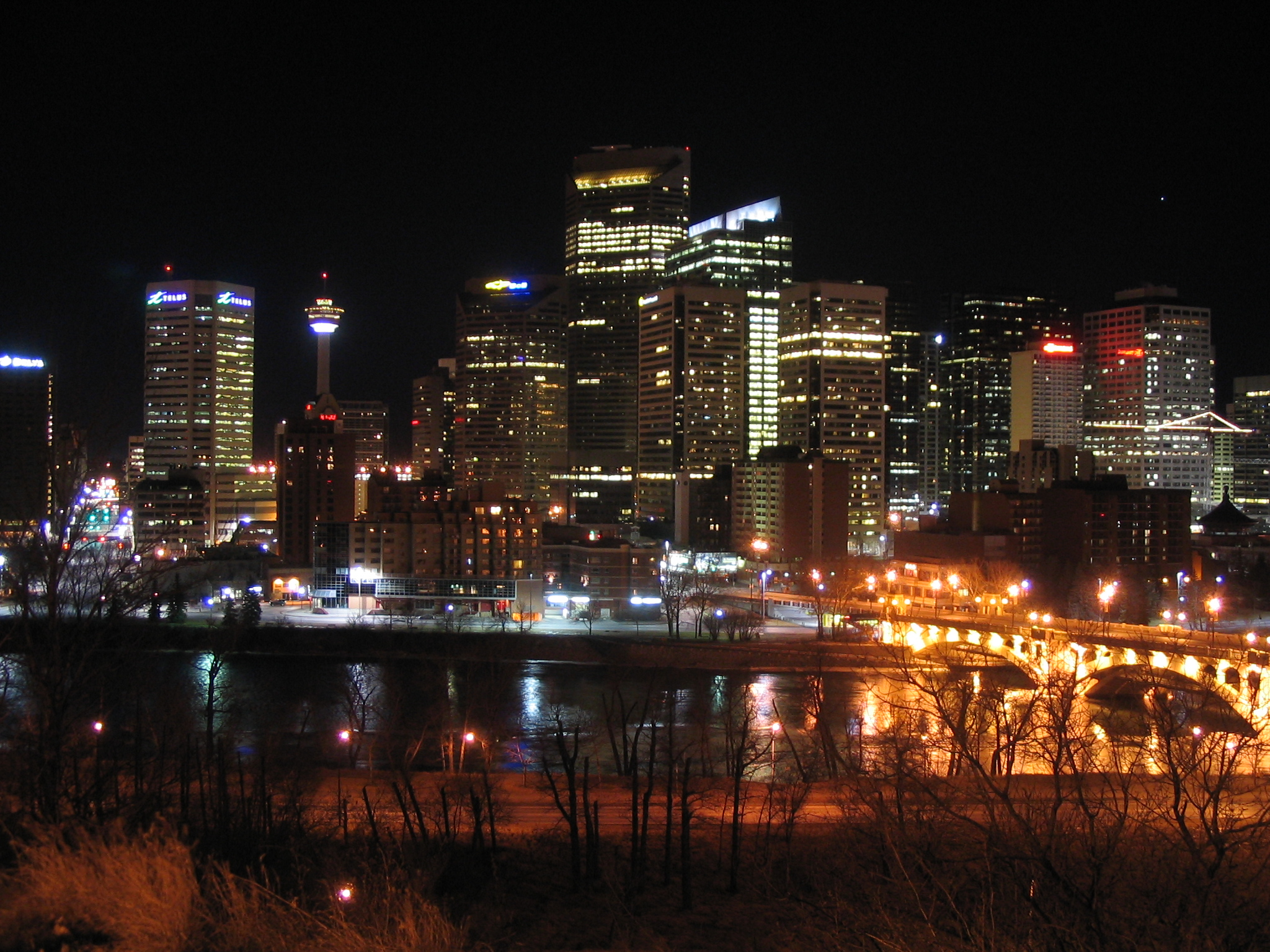
Calgary Downtown Nachts
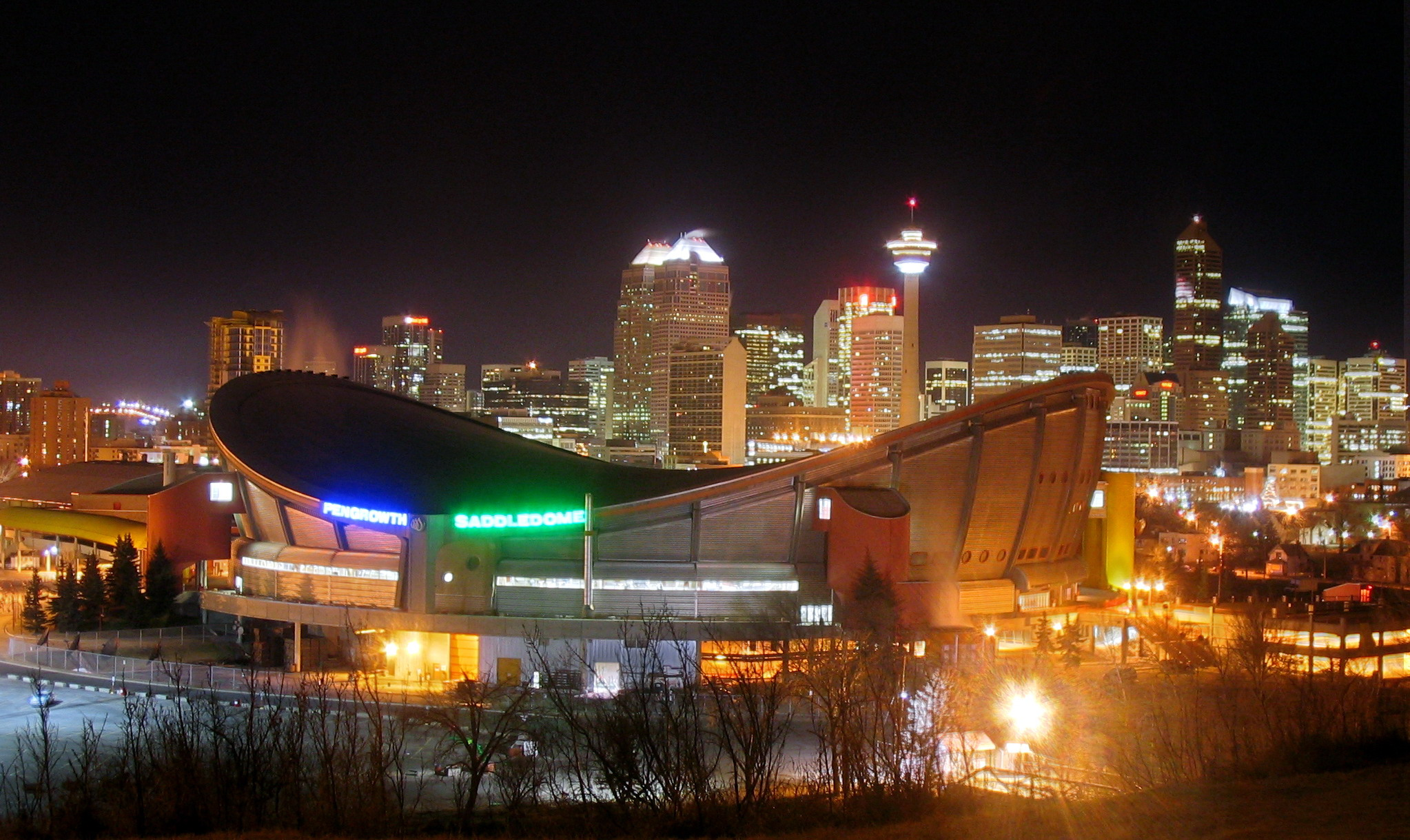
Calgarys Skyline dem Saddledome, Nachts
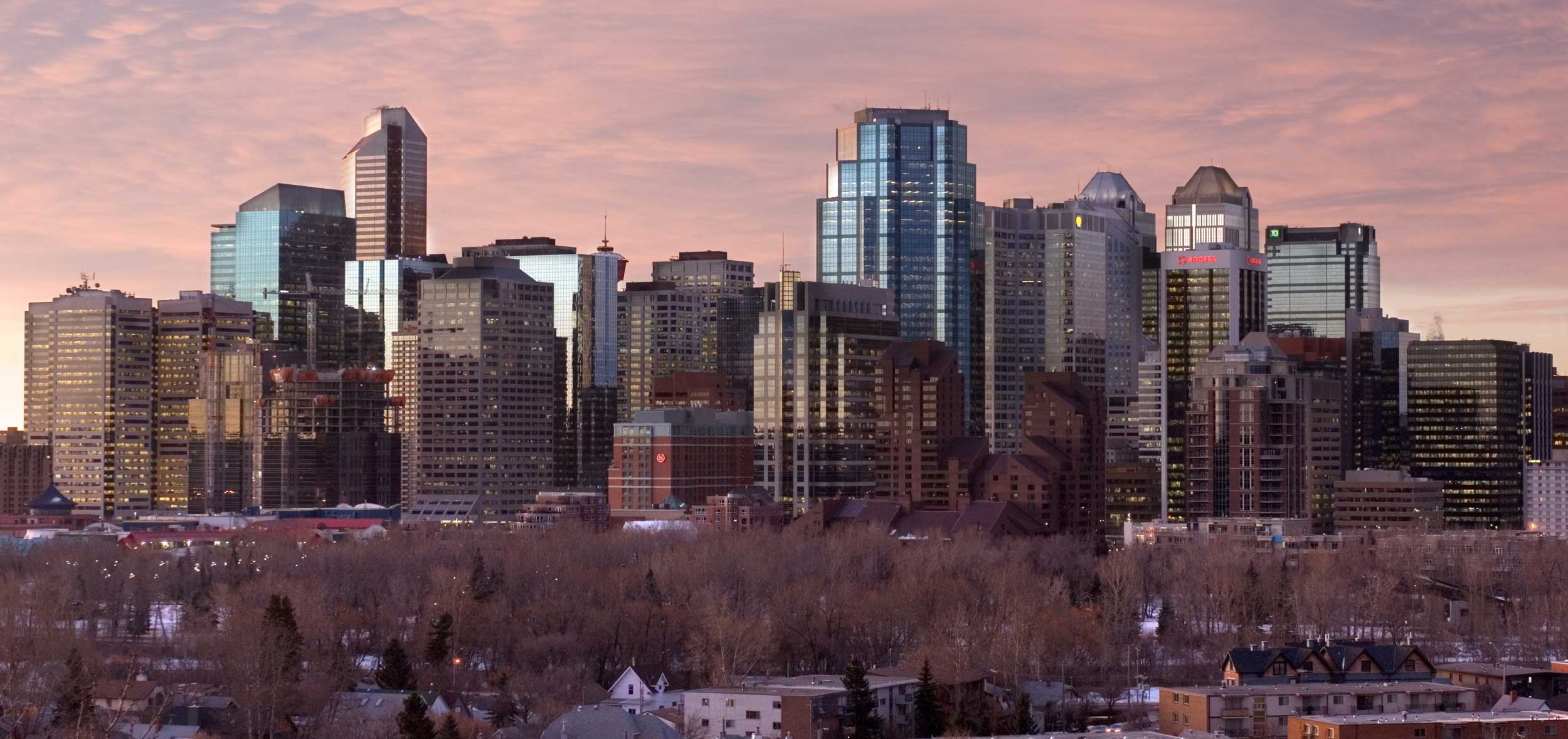
Calgarys Skyline